# Київський авангард
Київський авангард — неформальна група композиторів-авангардистів, що сформувалася у Києві до 1965 року.
Композитори групи вивчали творчість Стравінського, Бартока, композиторів Другої Віденської школи (Шенберґа, Веберна, Берґа), а також Едґара Вареза, Кейджа, Ксенакіса, Лучано Беріо, Вітольда Лютославського та інших пост-серійних авангардових композиторів (зокрема польських). Через розходження з ретроградними тенденціями офіційних музичних кіл СРСР члени «Київського авангарду» зазнавали різного роду утисків. У 1970 році В. Сильвестрова, В. Годзяцького, Л. Грабовського, В.Губу було виключено зі Спілки композиторів УРСР. Невдовзі група розпалася, а виключених зі спілки членів «Київського авангарду» поновили лише через три роки, після того, як вони у пошуках протекції написали листа лауреатам Ленінської премії — Шостаковичу, Кара Караєву та Хачатуряну. За словами Валентина Сильвестрова, виключення зі спілки «можна було порівняти із задушенням».
Членами групи «Київський авангард» на початку 60-х років були:
- Ігор Блажков (диригент)
- Леонід Грабовський
- Валентин Сильвестров
- Віталій Годзяцький
- Володимир Губа
- Володимир Загорцев
- Петро Соловкін
- Віталій Пацера

Дещо пізніше до них долучились:
- Іван Карабиць
- Євген Станкович
- Олег Кива
- Святослав Крутиков